# كيت ديلون ليفين
كيت ديلون ليفين (بالإنجليزية: Kate Dillon)‏ هي عارضة أمريكية، ولدت في 2 مارس 1974 في واشنطن العاصمة في الولايات المتحدة.

## وصلات خارجية
- كيت ديلون ليفين على موقع IMDb (الإنجليزية)
- كيت ديلون ليفين على موقع دليل عارضات الأزياء (الإنجليزية)